# زد هيرا
جي هي ران ، المعروفة بإسمها الفني زد هيرا (بالكورية: 지헤라)‏ هي ممثلة ومغنية كورية جنوبية. ولدت في 3 يناير 1996 في سول في كوريا الجنوبية.

## روابط خارجية
- زد هيرا على موقع IMDb (الإنجليزية)
- زد هيرا على موقع ميوزك برينز (الإنجليزية)
- زد هيرا على موقع قاعدة بيانات الفيلم (الإنجليزية)